# Dana
Dana je ženské křestní jméno. Podle českého kalendáře má svátek 11. prosince.
Toto jméno je hebrejského původu (hebrejsky דנה) a znamená „soudkyně“. Mužským protějškem je Daniel, ale v hebrejštině může být jménem Dana pojmenován i muž.
Méně častou variantou tohoto jména je Danuše.

## Statistické údaje
Následující tabulka uvádí četnost jména v ČR a pořadí mezi ženskými jmény ve srovnání dvou roků, pro které jsou dostupné údaje MV ČR – lze z ní tedy vysledovat trend v užívání tohoto jména:
| Rok       | Četnost   | Pořadí   |
| 1999      | 52 584    | 30.      |
| 2002      | 52 568    | 29.      |
| Porovnání | o 16 méně | o 1 lépe |
| 2006      | 52 306    | 31.      |

Změna procentního zastoupení tohoto jména mezi žijícími ženami v ČR (tj. procentní změna se započítáním celkového úbytku žen v ČR za sledované tři roky 1999–2002) je +0,8%.

## Známé nositelky jména
- Dana Balatková (* 1982) – česká překladatelka z angličtiny
- Dana Bartůňková (* 1957) – česká herečka
- Dana Batulková (* 1958) – česká herečka a místní politička
- Dana Branná (* 1959) – českoslovanská členka československého Federálního shromáždění, politička polské národnosti a historička
- Dana Šafka Brožková (* 1981) – bývalá česká reprezentantka v orientačním běhu
- Dana Burešová (* 1967) – česká operní pěvkyně-sopranistka
- Dana Cejnková (1944–2020) – česká archeoložka
- Dana Čechová (* 1983) – česká stolní tenistka a olympionička
- Dana Černá (* 1970) – česká herečka a dabérka
- Dana Drábová (* 1961) – česká jaderná inženýrka, lokální a regionální politička
- Dana Dvořáčková (* 1972) – česká medievalistka a básnířka
- Dana Filipi (* 1970) – česká politička a manažerka
- Dana Fischerová (* 1948) – druhá manželka bývalého předsedy české vlády Jana Fischera
- Dana Gillespie (* 1949) – anglická zpěvačka
- Dana Hlaváčová (* 1945) – česká herečka
- Dana Homolová (* 1951) – česká herečka
- Daňa Horáková (* 1947) – česko-německá editorka, politička, novinářka a autorka
- Dana Chladeková (* 1963) – bývalá americká vodní kajakářka československého původu závodící v kategorii K1
- Dana Jaklová (* 1956) – česká novinářka
- Dana Jurásková (* 1961) – česká manažerka, pedagožka, politička
- Dana Konečná (* 1931) – česká lingvistka
- Danuta Kowalska (* 1955) – polská herečka
- Danuše Klichová (* 1949) – česká herečka
- Dana Kracíková (* 1961) – česká politička
- Dana Krejčová (* 19??) – česká překladatelka
- Dana Medřická (1920–1983) – česká herečka
- Dana Morávková (* 1971) – česká dabérka, herečka a moderátorka
- Dana Musilová (* 1958) – česká historička a vysokoškolská pedagožka
- Dana Němcová (1934–2023) – česká politička a psycholožka
- Danuše Nerudová (* 1979) – česká ekonomka a vysokoškolská pedagožka
- Dana Nesměráková (* 1981) – česká florbalistka
- Dana Picková (* 1954) – česká historička
- Dana Poláková (* 1973) – česká herečka a zpěvačka
- Dana Rosemary Scallon (* 1951) – irská zpěvačka a politička, v době své umělecké kariéry vystupující pod jménem Dana
- Dana Spálenská (* 1950) – bývalá československá sáňkařka
- Dana Stehlíková (* 1954) – česká historička umění a grafička
- Danuta Stenková (* 1961) – polská herečka
- Dana Syslová (* 1945) – česká dabérka a herečka
- Danuta Szaflarska (1915–2017) – polská herečka
- Danuše Špirková (* 1939) – česká scenáristka
- Dana Trávníčková (* 1943) – česká cestovatelka a spisovatelka
- Dana Trochtová (* 1949) – česká a československá politička
- Dana Tušilová (* 1946) – bývalá československá basketbalistka
- Dana Vávrová (1967–2009) – česká herečka, režisérka a dětská herečka
- Dana Vlková (* 1950) – česká zpěvačka a herečka
- Dana Zátopková (1922–2020) – československá oštěpařka, olympijská vítězka v hodu oštěpem
- Dana Zlatohlávková (* 1979) – česká redaktorka a moderátorka

### Fiktivní postavy
- Dana Fosterová – postava ze seriálu Krok za krokem
- Dana Scullyová – postava ze seriálu a filmu Akta X

## Známí nositelé jména
- Dana Andrews (1909–1992) – americký herec
- Dana Scott (* 1932) – americký informatik, matematik a filosof
- Dana Elcar (1927–2005) – americký herec